# Белопрудское сельское поселение
Белопру́дское се́льское поселе́ние — муниципальное образование в Даниловском районе Волгоградской области.
Административный центр — посёлок Белые Пруды.

## История
Белопрудское сельское поселение образовано 22 декабря 2004 года в соответствии с Законом Волгоградской области № 1058-ОД.

## Население
| 2010 | 2012 | 2013 | 2014 | 2015 | 2016 | 2017 |
| ---- | ---- | ---- | ---- | ---- | ---- | ---- |
| 941  | ↘883 | ↘857 | ↘844 | ↘828 | ↘806 | ↘772 |
| 2018 | 2019 | 2020 | 2021 |      |      |      |
| ↘755 | ↘728 | ↘688 | ↘661 |      |      |      |

## Состав сельского поселения
| № | Населённый пункт | Тип населённого пункта          | Население |
| - | ---------------- | ------------------------------- | --------- |
| 1 | Белые Пруды      | посёлок, административный центр | 551       |
| 2 | Величкин         | хутор                           | 184       |
| 3 | Грязнуха         | село                            | 161       |
| 4 | Олейниково       | село                            | 0         |
| 5 | Чернореченский   | хутор                           | 45        |